# Меркулов, Ефрем Никитич
Ефрем Никитич Меркулов (1879—1937) — эсер, делегат Всероссийского Учредительного собрания по Тамбовскому округу. В 1918 году обвинён в том, что вместе с двумя братьями был одним из руководителей "восстания" крестьян в Моршанском уезде Тамбовской губернии.

## Биография
Крестьянин села Отъяссы  Моршанского уезда Тамбовской губернии.  Низшее образование. Земледелец. Эсер с 1906. Участвовал в «аграрном терроре» в Моршанском уезде в 1906—1907 годах. Был арестован с боевой дружиной, но отказался назвать своё имя и сумел бежать из Тамбовской тюрьмы. В 1909 арестован за ограбление конторы. Из тюрьмы сумел передать в село Отъяссы написанное им  воззвание к крестьянам с призывом отобрать земли у помещиков. В январе 1910 года Саратовской судебной палатой осуждён на
6 лет каторги, в марте того же года Московской судебной палатой по совокупности приговорён к 18 годам каторги. Отбывал их в Москве и Александровском централе. После Февральской революции вернулся на родину. По словам сестры А.С. Антонова, Валентины  Иванченко, Меркулов был товарищем Антонова, именно он предложил устроить его больную туберкулёзом (?) сестру на два месяца  в сторожке лесника в бору помещика Саяпина при селе Отъяссы.
В конце 1917 года избран во Всероссийское учредительное собрание в  Тамбовском избирательном округе по списку № 1 (эсеры и Совет Крестьянских Депутатов). 24 декабря 1917 года опубликовал воззвание к крестьянам с призывом свергнуть власть большевиков, которые «хуже николаевских жандармов».
Участвовал в единственном заседании Учредительного собрания 5 января 1918 года в Петрограде.  9 января арестован в Петрограде, позднее отпущен, после чего вернулся на родину в Отъяссы. 

### Крестьянские волнения в Моршанском уезде в 1918 году
В 1918 году председателем Отьясского комитета бедноты стал Д. Е. Игумнов, бывший фронтовик, сын крестьянина-бедняка. Комбед под руководством Игумнова занимался реквизициями хлеба и помогал в этом и продотрядам. В сентябре 1918 года Игумнов был убит, а в октябре 1918 года на тракте Моршанск-Тамбов погибли председатель Моршанского уездного комитета РКП(б) В. П. Лотиков (отец И. В. Лотикова) и комиссар финансов Моршанска Н. С. Евдокимов. Возвращаясь на автомобиле с губернской партконференции, они попали в засаду на дороге между селами Кулеватово и Отьяссы. Виновными были объявлены жители Отьяссов, три брата Меркуловых — Ефрем, Павел и Тимофей. При этом сообщалось, что Лотиков раненым пытался скрыться в камышах, был найден и зверски замучен - "по приказу главаря бандгруппы Меркулова выкололи глаза и вырезали звезду на спине".  Председатель Моршанской ЧК Шведов издал приказ:

Приказ Моршанской уездной ЧК всем учреждениям и населению уезда о розыске руководителей крестьянского восстания в с. Отъяссы братьев Меркуловых
24 октября 1918 г.
Всем комитетам бедноты, всем Советским и частным учреждениям, должностным лицам, всем, всем, всем.
Вследствие контрреволюционного восстания в селе Отъяссах Моршанского уезда, белогвардейцев, предводительствуемых братьями Меркуловыми и их приспешниками — правыми эсерами, монархистами и контрреволюционерами, последние и их приспешники объявляются врагами народа и революции и ставятся вне закона.
Все лица, укрывающие белогвардейскую банду Меркуловых, их приспешников, а также замеченные в содействии последним, будут расстреливаться беспощадно на месте без суда и следствия.
Все лица, которым известно местопребывание Меркуловых и их приспешников, должны немедленно заявить в чрезвычайную комиссию, подав письменное заявление за подписью.

Председатель чрезвычайной комиссии Шведов
11 ноября 1918 года в Отъяссах крестьяне арестовали почти весь поголовно комбед, посадили его членов в подвал, угрожали им расправой. Их спас председатель местного комбеда Ф. П. Ермаков. Он ускакал на коне в Сосновку, откуда немедля в Отъяссы прибыл вооружённый продотряд из 22-х человек под руководством питерского рабочего-коммуниста Д. Дмитриева. Отряд разогнал непокорных крестьян и  освободил членов комитета бедноты. Руководство мятежом приписывалось всё тем же братьям Меркуловым.

### Во время Тамбовского восстания
Единственные сведения о Меркулове, относимые ко времени Тамбовского восстания, это показания Валентины Иванченко, сестры лидера Тамбовских повстанцев А. С. Антонова, данные 7 апреля 1920:

С Меркуловым я виделась у меня на квартире перед созывом Учредительного собрания и по роспуске его, всего на несколько минут, он рассказал, как заключен был в тюрьму и сколько натерпелся страху, причем помню его фразу "довольно, теперь надо приниматься за мирную работу, буду устраиваться". Потом прибегал ко мне его сынишка, мальчишка лет 15, говоря: "У нас все реквизировали, отец убежал, а меня хотят взять заложником". На что я ему ответила: "Не знаю Вася, как тебе быть, а у меня оставаться тебе ни минуты нельзя, т. к. с твоим отцом, кроме обыкновенного знакомства, я ничего общего не имею". Я в то время была беспартийная. Бедный мальчик заплакал и куда ушел, не знаю, и больше я ни его, ни его отца не видела.
Из этих показаний следует, что В. С. Иванченко общалась с Е. Н. Меркуловым только в 1918 году и не имела никаких сведений о нем в течение двух лет.

### После подавления Тамбовского восстания
Позднее многократно был арестован ЧК (то есть Е. Н. Меркулов не был расстрелян или арестован на большой срок). Погиб в годы большого террора.

## Семья
- Сын — Василий (род. около 1903—?)[4]
- Брат — Павел, эсер, в 1918 году был обвинён в организации покушения на местных большевистских лидеров.
- Брат — Тимофей, эсер, в 1918 году был обвинён в организации покушения на местных большевистских лидеров.